# ブルー・マンデー (ニュー・オーダーの曲)
「ブルー・マンデー」（Blue Monday）は、イギリスのニュー・ウェイヴ・バンドであるニュー・オーダーがリリースしたシングル。リリースは1983年。

## 概要
前身のバンド、ジョイ・ディヴィジョンのヴォーカルであったイアン・カーティスの自殺を曲にしたもので、メンバーがその自殺を知った月曜日をギミックなリズムのトラックに乗せて、突然の死に際した心境が歌われている。バーナード・サムナーが、新しいオーバーハイム社製ドラムマシンをいじっているうちに思いついたという、16分で刻むイントロのバスドラムのパターンが非常に印象的である。ディヴァインのラブ・リアクションのように、全く同じバスドラムのパターンを使用した楽曲も存在する。『24アワー・パーティー・ピープル』内でその作曲風景が描かれているが、本来のブルー・マンデーとは対照的にギターサウンドである。この曲が世界的にヒットしたことにより、ニュー・オーダーはクラブ・シーンをリードするグループとなった。ファクトリー・レコードのカタログ番号はFAC 73。全英チャート最高9位、米国"Club Play Singles"チャート最高5位。
ちなみにカップリング曲は「THE BEACH」でこの曲のインストゥルメンタル・ミックスである。
オリジナルアルバムでは米国盤の『権力の美学』のみに収録されており、またカップリングの「THE BEACH」も収録されている。
『ローリング・ストーン』誌が選ぶ最も偉大な500曲（2021年版）において、235位にランクされている。

### 日本国内盤
日本では当時ファクトリー・レコードの販売を行っていた日本コロムビアより12インチシングルのみリリースされた。収録曲は以下のとおりで海外盤と同じである。
Side-A ブルー・マンデー Blue Monday - 7:29
Side-B ザ・ビーチ THE BEACH - 7:19

## エピソード
- 当時所属していたファクトリー・レコードの興亡を描いた『24アワー・パーティー・ピープル』によると、フロッピーディスクを模したデザインの12インチ・シングルは、デザイン的に施された型抜き部分の加工と、黒い色を出すために黒のインクを使わず、カラーインクを混合させた黒を使用した。そのためジャケットにコストがかかり、1枚売れるごとに2ペンスの損失という皮肉な形となった。しかし、当時の社長トニー・ウィルソンはデザイン性を重視し、この形でのシングル発売を決行した。
- このジャケットのデザインは、ニュー・オーダーのデビュー当時から、一切のレコード・ジャケットのデザインを手がけているピーター・サヴィル。彼はこの曲のデモテープを聞いたとき、あまりの新しさに驚いたという。彼曰く「ロック、ダンス、ポップの見事な融合。こういう新しい音楽にはバンドが使用していたシーケンサーのフロッピーディスクのメタファーが必要だと思った」とのこと。それがこのジャケットのデザインになっている。ピーター・サヴィルはファクトリー・レコードの共同経営者でもあったため、バンドに密着してデザインコンセプトを考えることが可能であった。
- ジャケットにはタイトル、バンド名などの文字表記はいっさい記されていない。かわりに、ジャケットの右端にカラーコードが配置されている。ちなみに各色に対応する文字を当てはめていくと表面からFAC73　BLUE MONDAY AND 裏面はTHE BEACH NEW ORDERと読み取ることができる。この手法は『権力の美学』、12インチシングル「コンフュージョン」にも用いられている。
- 当時本国イギリスでは、サンキスト社の清涼飲料のTVCMでこの曲の替え歌が使用され、メンバー本人たちもこのCMに登場した。
- ロックバンド、ハッピー・マンデーズのバンド名はこの『ブルー・マンデー』が由来。
- この曲は映画『ウェディング・シンガー』『24アワー・パーティー・ピープル』などのサウンドトラック盤にも収録されている。

## ブルー・マンデー 1988
1988年、クインシー・ジョーンズがリミックスを手がけたシングル『Blue Monday 1988』がリリースされた。この曲では彼の片腕でもあるジョン・トークス・ポトカーがメイン・プロデューサーを務め、彼自身はスーパーバイザーとしての立場を取っている。当時アメリカ国内のニュー・オーダーの作品はクインシー・ジョーンズのレーベルであるQWESTからリリースされていた。ファクトリー・レコードのカタログ番号はFAC 73R。
全英チャートでは最高位3位、全米チャートでは最高位68位と振わなかったもののClub Play Singlesチャートでは前作「タッチト・バイ・ザ・ハンド・オブ・ゴッド」とのカップリングによるシングルが1位を獲得している。なお7インチ・ヴァージョンは1994年にリリースされたベストアルバム『ザ・ベスト・オブ・ニュー・オーダー』に収録された。
ちなみにカップリング曲は「Beach Buggy」、この曲も「ブルー・マンデー」のインストゥルメンタル・ミックスである。

### 日本国内盤
日本ではオリジナルの「ブルー・マンデー」同様1988年6月21日に日本コロムビアより7cmと12cm、2種類のCDシングルがリリースされた。収録曲は以下のとおりで12cmシングルには日本盤のみのボーナストラックとしてオリジナルの「ブルー・マンデー」も収録された。
7cmCDシングル
1. ブルー・マンデー 1988 Blue Monday 1988 - 4:10
2. ビーチ・バギー Beach Buggy - 4:20

12cmCDシングル
1. ブルー・マンデー 1988 Blue Monday 1988 - 7:12
2. ビーチ・バギー Beach Buggy - 4:20
3. ブルー・マンデー Blue Monday - 7:29

## ブルー・マンデー 1995
この曲はリッチー・ホゥティン、ハードフロアなど様々なテクノミュージシャンによってリミックスされている。このリミックス集を集めたシングルが1995年にリリースされている。ハードフロアのヴァージョンはベスト盤『ザ・レスト・オブ・ニュー・オーダー』にも収録された。全英チャートでは17位を記録。

## カバー
この曲は多くのアーティストによってカバーされている。
- 高凌風 = Frankie Kao（1983年） - アルバム『借錢』に「愛像青橄欖」として収録
- The Times（1992年） - シングル「Lundi Bleu」に収録
- Flipside feat. Liva Akselbo （1997年）- オムニバス盤『A Trance Tribute To The 80's Volume One』『Blue Order-A TranceTribute To New Order』に収録
- Orgy （1998年）- アルバム『Candyass』に収録
- Peltone（2001年）- オムニバス盤『RE:MOVEMENT-Tribute To New Order』に収録
- DJ Pebbles feat. Lick（2001年）- オムニバス盤『A Tribute To New Order』に収録
- Silent Promises（2001年）- オムニバス盤『New Wave Undercover』に収録
- Wave In Head（2001年）- オムニバス盤『True Faith : A Tribute To New Order』に収録
- ロマンポルシェ。（2002年）- オムニバス盤『ロマンポルシェ。のニューウェイヴ愚連隊3』に収録
- Gregorian （2002年）- アルバム『Master Of Chant Chapter III』に収録
- FLUNK（2004年）- アルバム『For Sleephead Only』に収録、シングルとしてもリリース
- Nouvelle Vague（2006年）- カバー・アルバム『Bande A Part』に収録
- Tanghetto （2008年）- アルバム『Electrotango Sessions』に収録

また、カイリー・ミノーグのヒット曲「熱く胸を焦がして」 (Can't Get You Out Of My Head) の別ヴァージョンとして、この曲とのマッシュアップ曲「Can't Get Blue Monday Out Of My Head」がある。
さらに、リアーナの2007年のヒット曲「シャット・アップ・アンド・ドライヴ」にもこの曲の一部がサンプリングされている。